# Ramaria gracilis
Clavaire anisée
Espèce
Ramaria gracilis est une espèce de champignons de la famille des Gomphaceae.